# Tervia irregularis
Tervia irregularis är en mossdjursart som först beskrevs av Giuseppe Giovanni Antonio Meneghini 1844.  Tervia irregularis ingår i släktet Tervia och familjen Terviidae. Utöver nominatformen finns också underarten T. i. brevis.